# Roony Bardghji
Roony Bardghji (Arabisch: روني بردغجي; Koeweit, 15 november 2005) is een Zweeds-Syrisch voetballer die doorgaans speelt als vleugelspeler. In juli 2025 verruilde hij FC Kopenhagen voor FC Barcelona.

## Clubcarrière

### Jeugd
Bardghji werd in Koeweit geboren als zoon van Aramese ouders afkomstig uit Aleppo en verhuisde met zijn familie op jonge leeftijd naar Zweden. Hier speelde hij in de jeugd van Kallinge SK, Rödeby AIF en Malmö FF, voor hij in 2020 overgenomen werd door FC Kopenhagen.

### FC Kopenhagen
Hier maakte hij op 21 november 2021 zijn professionele debuut, in de Superligaen tegen Aarhus GF. Kopenhagen kwam op voorsprong door een doelpunt van Lukas Lerager, maar een benutte strafschop in de blessuretijd van de tweede helft van Patrick Mortensen bepaalde de eindstand op 1–1. Bardghji mocht van coach Jess Thorup in de basisopstelling starten en hij werd twintig minuten na rust naar de kant gehaald ten faveure van Rasmus Falk. Zeven dagen later mocht hij op bezoek bij Aalborg BK opnieuw in de basis beginnen. Nadat Lerager weer de score had geopend en Louka Prip had gelijkgemaakt, zette Bardghji zijn club op voorsprong na een halfuur spelen. William Bøving besliste de eindstand later op 1–3.
Zijn contract werd in januari 2023 opengebroken en verlengd tot en met december 2025. Gedurende het seizoen 2023/24 ging hij meer wedstrijden in het eerste elftal spelen. Tijdens een training in mei 2024 scheurde Bardghji zijn voorste kruisband af. De verwachting was dat deze blessure hem minimaal negen maanden langs de kant zou houden.

### FC Barcelona
In juli 2025 werd bekend dat Bardghji de overstap maakt naar FC Barcelona voor een transfersom van circa twee miljoen euro. Hij zal afwisselend uitkomen voor het tweede team, Barcelona Atlètic, en het eerste elftal. Bardghji tekende een contract dat hem tot medio 2029 aan de club verbindt.

## Clubstatistieken
| Seizoen | Club          | Competitie       | Competitie | Competitie | Beker | Beker | Internationaal | Internationaal | Totaal | Totaal |
| Seizoen | Club          | Competitie       | Wed.       | Dlp.       | Wed.  | Dlp.  | Wed.           | Dlp.           | Wed.   | Dlp.   |
| ------- | ------------- | ---------------- | ---------- | ---------- | ----- | ----- | -------------- | -------------- | ------ | ------ |
| 2021/22 | FC Kopenhagen | Superligaen      | 13         | 2          | 0     | 0     | 2              | 0              | 15     | 2      |
| 2022/23 | FC Kopenhagen | Superligaen      | 19         | 3          | 6     | 0     | 2              | 0              | 26     | 3      |
| 2023/24 | FC Kopenhagen | Superligaen      | 23         | 7          | 4     | 2     | 9              | 1              | 36     | 10     |
| 2024/25 | FC Kopenhagen | Superligaen      | 5          | 0          | 1     | 0     | 0              | 0              | 6      | 0      |
| 2025/26 | FC Barcelona  | Primera División | 0          | 0          | 0     | 0     | 0              | 0              | 0      | 0      |
| Totaal  | Totaal        | Totaal           | 60         | 12         | 11    | 2     | 13             | 1              | 79     | 15     |

Bijgewerkt op 20 juli 2025.

## Erelijst
| Superligaen | 3 | 2021/22, 2022/23, 2024/25 |
| DBU Pokalen | 2 | 2022/23, 2024/25          |